# Verenigd Koninkrijk op het Eurovisiesongfestival 2015

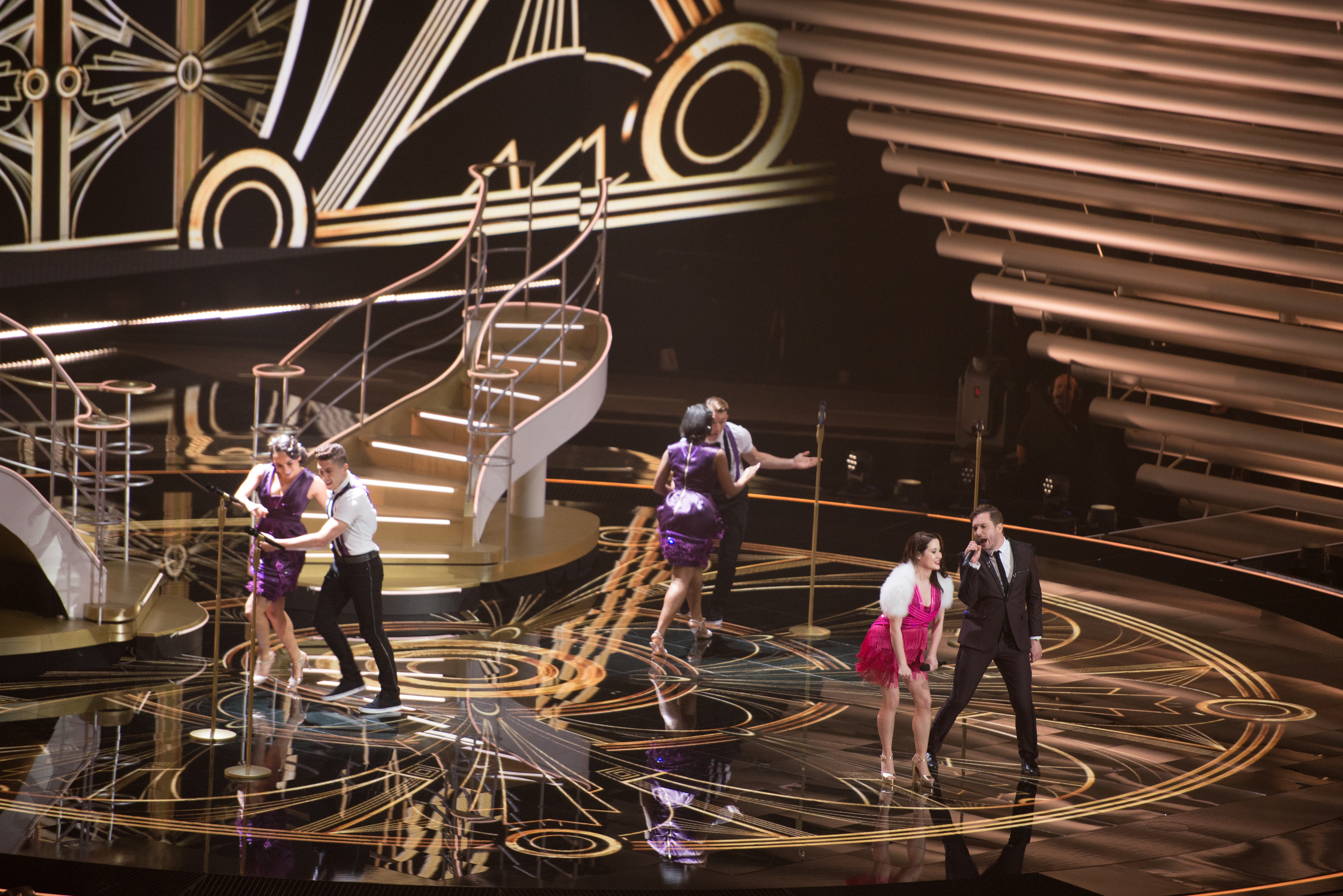
Electro Velvet in Wenen

Het Verenigd Koninkrijk nam deel aan het Eurovisiesongfestival 2015 in Wenen, Oostenrijk. Het was de 58ste deelname van het land op het Eurovisiesongfestival. De BBC was verantwoordelijk voor de Britse bijdrage voor de editie van 2015.

## Selectieprocedure
De Britse openbare omroep maakte op 9 september 2014 bekend te zullen deelnemen aan de volgende editie van het Eurovisiesongfestival. Al vrij snel werd duidelijk dat de Britse openbare omroep er wederom voor opteerde de act intern te verkiezen. Nieuw was wel dat het een open selectie was: de BBC gaf geïnteresseerden van 6 oktober tot 7 november de tijd om een nummer in te zenden. Naast de ontvangen nummers contacteerde de BBC ook platenmaatschappijen om nummers op te sturen. Op 14 november luisterde een expertencommissie naar alle inzendingen, waarna een shortlist werd gemaakt. Uiteindelijk viel de keuze op het duo Electro Velvet. Zij mochten in Wenen het nummer Still in love with you ten gehore brengen.

## In Wenen
Als lid van de vijf grote Eurovisielanden mocht het Verenigd Koninkrijk rechtstreeks deelnemen aan de grote finale, op zaterdag 23 mei 2015.
In de finale trad het Verenigd Koninkrijk als vijfde van de 27 acts aan, na Elina Born & Stig Rästa uit Estland en voor Genealogy uit Armenië. Het Verenigd Koninkrijk eindigde als vierentwintigste met 5 punten.